# Грушевський Сергій Федорович

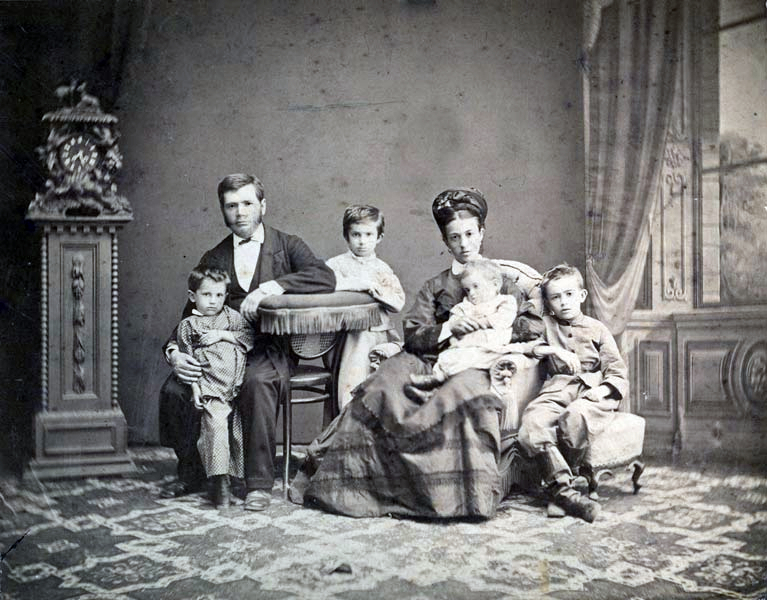
Сергій Федорович та Глафіра Захарівна Грушевські з дітьми. Зліва направо: Захар, Ганна, Федір, Михайло. Ставрополь, бл. 1876 р.

Сергі́й Фéдорович Грушéвський (нар. 7 жовтня 1830, Чигирин — 27 січня 1901, Владикавказ) — український професор, педагог, організатор народної освіти, публіцист, дійсний статський радник (рос. статский советник), меценат, батько Михайла Грушевського, Олександра Грушевського, Ганни Шамрай-Грушевської.

## Життєпис
Народився в місті Чигирин 7 жовтня 1830 року, у багатодітній сім'ї Федора Васильовича Грушевського (1791 — 1851)  — диякона, і незабаром священника, чигиринської Соборної Хрестовоздвиженської церкви та доньки священика Марії Кирилівни Ботвиновської (1798 — 1875). Родина Ботвиновських поколіннями тримали парафію у Суботові, несли службу у Іллінській церкві. Брат Марії посприяв переведенню Федора Грушевського з родиною під Київ. 
1836 року родина живе у селі Лісники Київської губернії (нині — Києво-Святошинський район Київської області) у фактичному передмісті Києва, де Федір Грушевський служить священиком місцевої Преображенської церкви. В одному листі син Михайло згодом згадував Лісники так: «Волію сидіти “на Дніпрових горах”, на батьківщині — в милі відси село, де похований мій дід (сам я й пам’ятник ставив над ним, виїзжаючи до Галичини в 1894 р.) і де виростав мій батько, і все тут повно для мене не тільки історичних, але й родинних споминів».
Навчався в Києво-Подільському духовному училищі (1844-1849) та Київській духовній семінарії (1849—1855). 1851 року помер батько і родина опинилась у скрутному матеріальному становищі, що змусило молодого Сергія віддати всі свої зусилля на здобуття освіти. 1855 року вдається вступити у Київську духовну академію, що син згодом опише як «несказанний тріумф»  і де навчається протягом 1855—1859 років. Здобув ступінь магістра богослов'я і словесних наук. Працював професором словесності в Полтавській духовній семінарії (1859—1860) і професором з класу Святого Письма в Київській духовній семінарії (1860—1865).
Одночасно займався етнографічними та історичними дослідженнями, частину з яких опублікував у тижневику «Руководство для сельских пастырей».
Після виїзду до Царства Польського призначений учителем російської мови та словесності до Холмської русько-греко-католицької гімназії (1865), Холмського жіночого греко-католицького 6-класного училища (1866) та Ломжинської чоловічої класичної гімназії (1868). 1867 був інспектором Холмських російських педагогічних курсів.
За станом здоров'я переїхав на Кавказ, де служив учителем Кутаїської класичної гімназії (1869—1870); інспектором (1870—1876) і директором (1876—1878) народних училищ Ставропольської губернії; директором народних училищ Терської області (1878—1901).
За час роботи на Кавказі організовував сільські та козацькі громади на будівництво шкіл і утримання вчителів, проводив учительські з'їзди й педагогічні курси, при дирекції у Владикавказі заснував педагогічний музей. Був автором методичних посібників і підручників для шкіл, зокрема підручника «Первая учебная книга церковно-славянского языка», який мав понад 30 перевидань. Дослужився до чину дійсного статського радника (1884), мав численні нагороди. Вплинув на становлення патріотичного світогляду своїх дітей.
Помер у місті Владикавказ. Похований на 1-му міському кладовищі (могила не збереглася).

## Меценатство

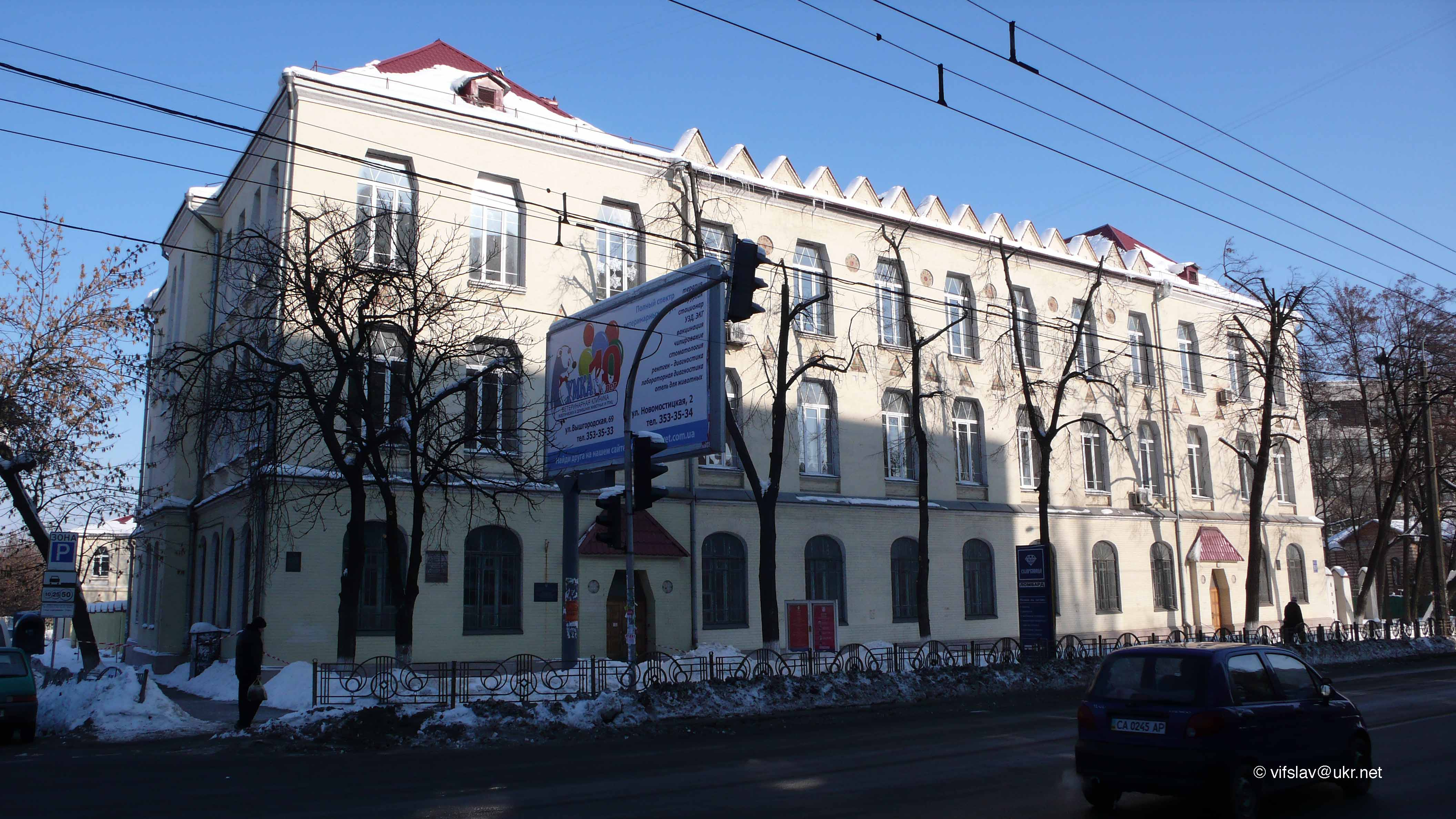
Будівля училища ім. С. Грушевського, збудованого його коштом (нині Академія муніципального управління)

Згідно із заповітом (1892), частина спадщини Грушевського призначалася на заснування стипендій його імені в Києво-Подільському духовному училищі й Київській духовній семінарії, а також на будівництво й утримання народного училища в Києві чи Владикавказі; нащадки Грушевського обрали київську околицю Куренівку, де збудували школу (Комплекс будівель міського училища ім. С. Ф. Грушевського), яка протягом 1911—14 та з 1915 до встановлення радянської влади мала його ім'я..

## Твори
- Первая учебная книга церковно-славянского языка. К., 1872;
- О воскресных и вечерних школах для взрослых. К., 1876.